# Paolo Monna
Paolo Monna (* 19. April 1998 in Fasano) ist ein italienischer Sportschütze.

## Erfolge
Paolo Monna hat sich auf das Schießen mit der Luftpistole spezialisiert. Er wurde 2019 in Osijek mit der Mannschaft sogleich Europameister und belegte bei den Europaspielen in Minsk den fünften Platz. Ein Jahr darauf erreichte er in Breslau bei den Europameisterschaften sowohl im Einzel- als auch in der Mannschaftskonkurrenz den zweiten Platz. Bei den 2021 ausgetragenen Olympischen Spielen 2020 in Tokio belegte er mit 570 Punkten den 26. Platz. Darüber hinaus wurde er in Osijek 2021 im Einzel ein weiteres Mal Vizeeuropameister. In Hamar gelang ihm 2022 mit der Mannschaft schließlich ein zweiter Titelgewinn bei den Europameisterschaften. Mit Sara Costantino schloss er den Mixed-Wettbewerb auf Rang drei ab. Mit Costantino gewann er bei den Europaspielen 2023 in Krakau die Goldmedaille im Mixed, außerdem sicherte er sich im Einzel und mit der Mannschaft Bronze. Nachdem er in der Einzelkonkurrenz der Europameisterschaften 2023 in Tallinn im Einzel noch Bronze gewonnen hatte, wurde er schließlich ein Jahr darauf in Győr erstmals in dieser Disziplin Europameister.
Bei den Olympischen Spielen 2024 in Paris qualifizierte sich Monna mit 579 Punkten als Fünftplatzierter für das Finale der acht besten Schützen. Dort absolvierte er 22 Schüsse, ehe er als Dritter mit 218,6 Punkten ausschied und die Bronzemedaille gewann. Der Chinese Xie Yu wurde mit 240,9 Punkten Olympiasieger vor Federico Nilo Maldini, der sich mit 240,0 Punkten die Silbermedaille sicherte. Ein Jahr darauf wurde Monna in Osijek mit der Mannschaft Vizeeuropameister.